# Euselasia eutychus
Euselasia eutychus is een vlindersoort uit de familie van de prachtvlinders (Riodinidae), onderfamilie Euselasiinae.
Euselasia eutychus werd in 1856 beschreven door Hewitson.